# Заречье (Владимирский район)
Заре́чье (укр. Заріччя) — село в Владимир-Волынской городской общине Владимирского района Волынской области Украины.
Население по переписи 2024 года составляет 1302 человек. Почтовый индекс — 264940. Телефонный код — 3342. Занимает площадь 3,93 км².